# Општина Жужемберк
Општина Жужемберк или Жумберак (словен. Žužemberk) је једна од општина Југоисточне Словеније у држави Словенији. Седиште општине је истоимени градић Жужемберк.

## Природне одлике
Рељеф: Општина Жужемберк налази се у јужном делу државе, у области Долењска. Општина је брдско-планинског карактера. На северу се пружа планина Суха Крајина, на југу планина Кочевски Рог. У средишњем делу налзи се горњи део долине реке Крке, овде узан и невелик.
Клима: У нижим деловима општине влада умерено континентална клима, а у вишим влада њена оштрија, планинска варијанта.
Воде: Једини значајан водоток је река Крка, у коју се уливају сви мањи водотоци.

## Становништво
Општина Жужемберк је ретко насељена.

## Насеља општине
| - Боршт при Двору - Брезова Ребер при Двору - Будгања Вас - Велики Липовец - Велико Липје - Винков Врх - Висејец - Врх при Хињах - Врх при Крижу - Врхово при Жужемберку - Горњи Ајдовец - Горњи Кот - Горњи Криж | - Граденц - Дешеча Вас - Долњи Ајдовец - Долњи Кот - Долњи Криж - Драшча Вас - Двор - Жужемберк - Жвирче - Зафара - Залисец - Јама при Двору - Клечет | - Клопце - Лашче - Лазина - Лопата - Мачковец при Двору - Мали Липовец - Мало Липје - Плеш - Плешивица - Подгозд - Подлипа - Пољане при Жужемберку - Прапрече | - Преволе - Ратје - Ребер - Садиња Вас при Двору - Села при Ајдовцу - Села при Хињах - Средњи Липовец - Ставча Вас - Требча вас - Хиње - Хриб при Хињах - Шмихел при Жужемберку |  |